# هموپرفیوژن
هموپرفیوژن یا هموفورفوژن روشی برای تصفیه خون خارج از بدن است. مانند سایر روشهای خارج از بدن، مانند همودیالیز (HD)، هموفیلتراسیون (HF) و همودیالیزاسید (HDF)، خون از بدن بیمار به دستگاه منتقل می‌شود، فیلتر می‌شود و سپس به‌طور معمول با استفاده از خون وریدی به بیمار منتقل می‌شود.
اولین بار در دهه ۱۹۴۰، هموپرفیوژن معرفی شد و در طی دهه ۱۹۵۰ تا ۱۹۷۰ باز تعریف و اصلاح شد، و سپس به روش بالینی برای درمان مسمومیت در دهه ۱۹۷۰ و ۱۹۸۰ معرفی شد. گاهی برای درمان مصرف بیش از حد دارو، گاهی همراه با سایر تکنیکهای خارج از بدن که قبلاً گفته شد، مورد استفاده قرار می‌گیرد.

## تاریخچه
اولین استفاده بالینی از سلولهای مصنوعی در همو فورفوژن توسط محصور کردن زغال فعال صورت گرفت. زغال فعال قادر به جذب بسیاری از مولکولهای بزرگ است و مدت زیادی است که به دلیل توانایی آن در از بین بردن مواد سمی از خون در مسمومیت‌های ناخواسته یا مصرف بیش از حد شناخته شده‌است. با این حال، پرفیوژن از طریق تزریق مستقیم زغال فعال سمی است زیرا منجر به آمبولیسم و آسیب سلولهای خون می‌شود و به دنبال آن پلاکت‌ها از بین می‌روند. سلولهای مصنوعی اجازه می‌دهند تا سموم در داخل سلول پخش شوند و محموله‌های خطرناک را در غشای اولتراتین نگه دارند.